# Léon François Chervet
Léon François Chervet (né François Léon Chervet à Tramayes le 19 juin 1839, mort à Paris 14e le 4 janvier 1900) est un sculpteur français.

## Biographie
Admis à l'École des beaux-arts de Paris en 1864, Léon François Chervet est élève d'Auguste Dumont. 
Il est l'auteur d'une allégorie de la sculpture (1878) qui ornait la façade du palais du Trocadéro à Paris, construit pour l'Exposition universelle de 1878 et démoli pour faire place à l'Exposition universelle de 1937. La statue a été préservée et offerte à la ville d'Agde en 1937, où elle symbolise la vocation maritime de la ville sur la place de la Marine. Elle a été renommée Amphitrite, titre donné par un chansonnier qui se produisait à Agde en 1938.
Chervet expose au Salon annuel au palais des Champs-Élysées à Paris. Il y envoie L'Enfant à la conque (1873, plâtre), Le Buveur (1876, plâtre, seconde version de L'Enfant à la conque), Turgot (1882, buste en marbre). Souvent hors-concours, quelques-unes de ses sculptures sont acquises par l'État.
Sa statue en pierre de Jean-Baptiste Biot orne une niche de la façade de l'hôtel de ville de Paris.